# Regimiento Valparaíso
El Regimiento Valparaíso fue una unidad del Ejército de Chile movilizada el 29 de julio de 1880 para engrosar las filas del Ejército expedicionario del Norte durante la Guerra del Pacífico. 
Cuando los gobiernos de Perú y Bolivia se negaban a buscar la paz con cesión de territorios a pesar de las derrotas infligidas durante la Campaña de Tacna y Arica, el gobierno de Chile inició los preparativos para una eventual ocupación de la capital de Perú.
El Regimiento Valparaíso reemplazó al Batallón Valparaíso que había regresado a Valparaíso el 11 de agosto de 1880 tras sufrir fuertes bajas durante la Batalla de Tacna, ese día la unidad rinde honores al Batallón “Valparaíso”, recién llegado del norte tras la batalla de Tacna..
El 30 de Octubre es trasladado a Iquique en el “Pisagua” y el “Limarí”, poco después es enviado a Tacna, pasando a depender de la I Brigada de la 3ª División del Coronel Pedro Lagos.
A mediados de diciembre de 1880, la unidad con el resto de la División es embarcada en Arica, saliendo rumbo a Pisco, donde tras una corta parada continúan viaje a Curayacu donde arriban el día 22 de diciembre.
Desde fines de diciembre de 1880 hasta el día 12 de enero de 1881 la unidad se mantiene en la zona de Lurín.
Ese mismo día 12 de enero de 1881, la unidad es puesta bajo el comando de la Reserva del Ejército del Coronel Arístides Martínez.
Participa en la batalla de Chorrillos (13 de enero de 1881); y en la posterior batalla de Miraflores (15 de enero de 1881)
Tras la entrada de las tropas chilenas a Lima, el Valparaíso permanece en las afueras de la ciudad, hasta que se le ubica en la comisaría de Santo Tomás en la capital peruana.
Regresa a Valparaíso el 9 de marzo de 1881.
El 15 de marzo es trasladado a Santiago participando de las celebraciones por la victoria en Lima.
El 26 de marzo la unidad es puesta en receso, y su personal licenciado.